# إدي كامبل
إدي كامبل (بالإنجليزية: Eddie Campbell)‏ (و. 1955  م) هو فنان قصص مصورة، وكاتب سيناريو من إسكتلندا، وأستراليا، ولد في غلاسكو.

## روابط خارجية
- إدي كامبل على موقع IMDb (الإنجليزية)
- إدي كامبل على موقع إن إن دي بي (الإنجليزية)